# 前12年
| 千纪： | 前1千纪                                                                                                 |
| 世纪： | 前2世纪 \| 前1世纪 \| 1世纪                                                                             |
| 年代： | 前40年代 \| 前30年代 \| 前20年代 \| 前10年代 \| 前0年代 \| 0年代 \| 10年代                              |
| 年份： | 前17年 \| 前16年 \| 前15年 \| 前14年 \| 前13年 \| 前12年 \| 前11年 \| 前10年 \| 前9年 \| 前8年 \| 前7年 |
| 纪年： | 西汉元延元年                                                                                            |

## 出生
- Agrippa Postumus

## 逝世
- 搜諧單于
- 玛尔库斯·维普撒尼乌斯·阿格里帕